# فرودگاه قلعه‌مرغی

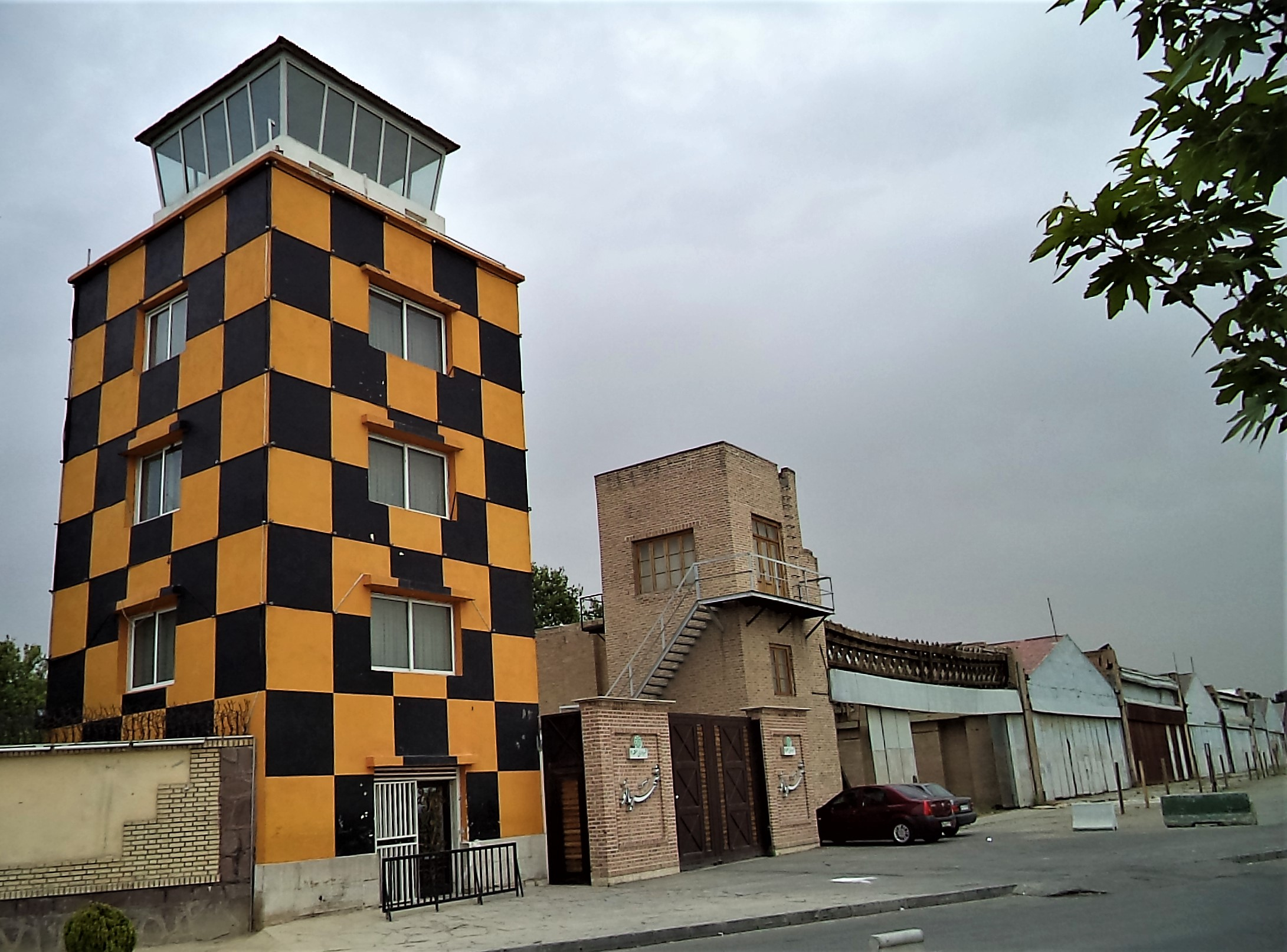
آشیانه قدیمی فرودگاه قلعه مرغی

فرودگاه قلعه‌مرغی فرودگاهی پیشین است که در تهران، پایتخت ایران، قرار داشت. این فرودگاه نخستین فرودگاه تهران بود که در دوره رضا شاه در اراضی قلعه‌مرغی ساخته و بعدها پایگاه هوایی نظامی در جنوب این شهر بود. این فرودگاه در سال ۱۳۹۰ شمسی تبدیل به بوستان ولایت گردید.
واژه قلعه‌مرغی در آغاز پیدایش هواپیما در ایران و پیش از باب شدن واژه فرودگاه، به عنوان محل فرود و پرواز و نگهداری هواپیما به کار می‌رفته‌است و از این رو، این نام روی این محل مانده‌است. سه راه سرگردان، نام یکی از گذرهای قدیمی این محل می‌باشد که خیابان زهتابی سابق و زمزم فعلی قراردارد. آشیانه قدیمی این فرودگاه در تاریخ ۱۲ آذر ۱۳۷۵ با شمارهٔ ثبت ۱۷۸۸ به‌عنوان یکی از آثار ملی ایران به ثبت رسیده‌است.

## پیشینه
تا نیمهٔ اول سال ۱۳۰۱ در تهران محل معینی برای فرود و پرواز هواپیماها وجود نداشت. در تیرماه ۱۳۰۱ انگلیسی‌ها درخواست اعزام دو فروند هواپیما به تهران نمودند و دولت وقت به فکر اختصاص زمین مناسب و مسطحی برای فرود آنها افتاد. با بررسی‌هایی که انجام گرفت زمین قلعه‌مرغی برای این منظور مناسب تشخیص داده شد و به‌تدریج به اولین فرودگاه تهران تبدیل گردید و تأسیسات و آشیانه‌های متعدد در آن ساخته شد. بدین ترتیب یک ماه بعد در هشتم مرداد هزار و سیصد و یک زمان بهره‌برداری رسمی از اولین فرودگاه تهران در قلعه‌مرغی رقم خورد و بعد از افتتاح فرودگاه دو فروند هواپیمای انگلیسی از طریق بغداد وارد تهران شدند و در فرودگاه قلعه‌مرغی فرود آمدند.
هواپیمای سرهنگ نخجوان در روز پنجم اسفندماه ۱۳۰۴ پس از سفری طولانی به تهران وارد شد و در قلعه‌مرغی به سلامت فرود آمد و به این ترتیب برای نخستین بار یک هواپیما متعلق به ایران به‌وسیلهٔ خلبانی ایرانی در آسمان پایتخت دیده شد و پیشگام پرواز در مسیر طولانی پاریس-تهران در فرودگاه قلعه‌مرغی به زمین نشست.